# چاریترا چاندران
چاریترا چاندران (انگلیسی: Charithra Chandran؛ زادهٔ ۱۷ ژانویهٔ ۱۹۹۷) بازیگر و پژوهشگر است. وی از سال ۲۰۲۰ میلادی تاکنون مشغول فعالیت بوده‌است.
او در فیلم مبارزه یا پرواز بازی کرده است.